# كورة أجر أذرغون (يونسي)
کورة أجر أذرغون (بالفارسية: کوره آجر آذرگون) هي مستوطنة تقع في إيران في قسم يونسي الريفي. يقدر عدد سكانها بـ 14 نسمة .